# Hrvatska demokratska zajednica 1990
Hrvatska demokratska zajednica 1990 (kratica: HDZ 1990, ili u žargonu Devedesetka), bosanskohercegovačka parlamentarna politička stranka federalističke i konzervativne orijentacije osnovana 2006. nakon izdvajanja iz HDZ-a BiH.
Osnovao ju je Božo Ljubić i skupina nezadovoljnika u HDZ-u BiH nakon Petog sabora HDZ-a BiH na kojemu je Ljubić izgubio unutarstranačke izbore od Dragana Čovića. Odmah nakon osnivanja, HDZ 1990 se 2006. usprotivio Travanjskom paketu ustavnih promjena, te u suradnji sa Strankom za BiH spriječio promjenu dejtonskog Ustava. Potom je stranka kritizirala Prudski proces za ustavne promjene koje je 2008. vodio Dragan Čović zajedno s predstavnicima Srba i Bošnjaka, Miloradom Dodikom iz SNSD-a i Sulejmanom Tihićem iz SDA. HDZ 1990 je držao kako su ti pokušaji ustavnih promjena išli na štetu Hrvata u BiH.
Nakon što je uz potporu međunarodne zajednice uspostavljena "platformaška" Vlada FBiH bez sudjelovanja legitimnih hrvatskih zastupnika u vlasti, HDZ BiH i HDZ 1990 su, zajedno s drugim manjim hrvatskim strankama, izuzev HSP-a BiH koji je sudjelovao u platformaškoj vladi, ponovno osnovali Hrvatski narodni sabor kao krovno tijelo hrvatskih političkih stranaka u BiH. Unutar HNS-a, HDZ 1990 i HDZ BiH radili su na jačanju hrvatskog položaja suprotstavljajući se platformaškoj vladi koju su vodili SDP BiH i SDA.
Nakon izbora Martina Raguža za predsjednika stranke, HDZ 1990 se sukobljava s HDZ-om BiH, te se približava bošnjačkim političarima u Sarajevu. U stranci se pojavilo veliko nezadovoljstvo Ragužovom politikom, a nakon njegovog ujedinjenja HDZ-a 1990 s Hrvatskim narodnim savezom BiH (bivši HSS-NHI), brojno članstvo, među njima osnivač stranke Božo Ljubić i drugi visoki izabrani i stranački dužnosnici napustili su stranku. Ipak, HDZ 1990 ostao je unutar Hrvatskog narodnog sabora.

## Povijest

### Nastanak
Hrvatska demokratska zajednica 1990. osnovana je 8. travnja 2006. u Mostaru. Nastala je tako što se izdvojila iz Hrvatske demokratske zajednice Bosne i Hercegovine. Za predsjednika je izabran Božo Ljubić koji je u srpnju 2005. bio protukandidat Draganu Čoviću za mjesto predsjednika HDZ-a BiH. Ljubić je optužio Čovića za potkradanje glasova zbog čega je, zajedno s pristašama, napustio HDZ BiH i osnovao HDZ 1990. Najavio je da će se HDZ 1990 vratiti na politiku HDZ-a BiH iz 1990-ih, te istodobno optužio vodstvo HDZ-a BiH da je stranku dovelo do političke margine i u potpunu izolaciju. Najviše je, međutim, zamjerio prekidanje veza s Hrvatskom demokratskom zajednicom u Zagrebu te naveo kako je zbog Čovića HDZ-u BiH Europska pučka stranka suspendirala status promatrača. Navodno se, prema svjedočenju Mladena Barišića u postupku protiv predsjednika vlade Hrvatske Ive Sanadera, nakon raskola HDZ 1990, Ljubić sastao sa Sanaderom, koji je Ljubiću dao 1.2 milijuna kuna kao podršku novonastaloj stranci. Ljubić je Barišićev iskaz nazvao "odvratnim lažima".

### Obaranje Travanjskog paketa
U vrijeme pokušaja ustavnih promjena, HDZ 1990 protivio se promjenama sadržanim u Travanjskom paketu koji je prema stavu stranke bio "štetan za hrvatsku poziciju". Travanjskom paketu usprotivila se i Katolička Crkva u BiH. Predsjednik stranke Ljubić i zastupnik u Zastupničkom domu PS BiH Martin Raguž ukazivali su američkom veleposlaniku Douglasu McElhaneyu da su rješenja Travanjskog paketa neprihvatljiva za Hrvate u BiH. U Zastupničkom domu PS BiH, Klub HDZ-a 1990 neovisno je ponudio svoje vlastite amandmane i pod uvjetom njihova prihvaćanja izrazio je spremnost prihvaćanja ustavnih promjena, no njihovi amandmani nisu bili prihvaćeni.
Zbog toga su zastupnici HDZ-a 1990, zajedno sa zastupnicima Stranke za BiH Harisa Silajdžića 26. travnja 2006. oborili Travanjski paket u Zastupničkom domu PS BiH. Za njegovo usvajanje nedostajala su samo dva glasa. Kasnije je WikiLeaks objavio kako je američki veleposlanik McElhaney tvrdio da su HDZ 1990 i SBiH oborili Travanjski paket "predizbornim makinacijama, potkupljivanjem i podmićivanjem". McElhaney tvrdio je kako je razlog obaranja ustavnih promjena bila Silajdžićeva "neutaživa glad za vlašću" te "osveta" Bože Ljubića i Martina Raguža Draganu Čoviću. Međutim, Ljubić je optužbe za potkupljivanje odbacio rekavši da "u to vrijeme jedva da smo imali novca za gorivo do Sarajeva, a kamoli nekog podmićivati." Dodao je da se HDZ 1990 vodio i stavom Katoličke Crkve koja se također protivila takvim promjenama ustava.
Obaranje Travanjskog paketa koji bi zacementirao dvoentitetsku BiH učinilo je HDZ 1990 popularnim među Hrvatima. Njihovim obaranjem ponovno je bila otvorena mogućnost stvaranja BiH s više entiteta utemeljenih po nacionalnom kriteriju.

### Opći izbori 2006. i djelovanje u vlasti

#### Izborni rezultati
Na općim izborima 2006., HDZ 1990 nastupio je u koaliciji Hrvatsko zajedništvo zajedno s HKDU-om BiH, HSS-om, HDU-om BiH i Demokršćanima. Hrvatsko zajedništvo dobilo je podršku i HDZ-a u Hrvatskoj i predsjednika vlade Sanadera. Opći izbori 2006. pokazali su veliki uspjeh HDZ-a 1990, čimu je uvelike doprinijelo njezin doprinos u obaranju Travanjskog paketa. Po prvi puta je jače potresena dominacija HDZ-a BiH među Hrvatima.
Ljubić se kandidirao za hrvatskog člana Predsjedništva BiH kao kandidat Hrvatskog zajedništva. Osvojio je 53 325 (18.18%) glasova i završio treći od ukupno šest kandidata. Ispred njega su bili Ivo Miro Jović iz HDZ-a BiH i Željko Komšić iz SDP-a BiH, koji je izbore dobio zahvaljujući glasovima Bošnjaka.
HDZ 1990 dobio je dva zastupnika u Zastupničkom domu PS BiH od njih ukupno 42. Martin Raguž i Vinko Zorić dobili su mandat kao kandidati Hrvatskog zajedništva. Raguž je dobio 11 641 (44.28%) glas, a Zorić 2836 (10.79%) glasova, no zahvaljujući kompenzacijskom mjestu ušao je u Zastupnički dom PS BiH.
U Zastupnički dom P FBiH iz HDZ-a 1990 unutar koalicije Hrvatsko zajedništvo izabrano je sedam zastupnika od njih ukupno 98. U Izbornoj jedinici 8 izabrana je Slavica Josipović (2559 glasova); iz Izborne jedinice 9 izabrano je izvravno dvoje zastupnika - Jure Musa (4472 glasa), Jozo Ivančević (3145 glasova), a dvoje je dobilo kompenzacijske mandate - Ivan Musa (1772 glasova) i Magdalena Šagolj (1119 glasova); u Izbornoj jedinici 10 izabran je Žarko Šantić (2432 glasa); te je iz Izborne jedinice 12 izabran Ante Čolak (2666 glasova).
HDZ 1990 osvojio je zastupnička mjesta u pet od deset skupština županija Federacije BiH. U Županiji Posavskoj HDZ 1990 osvojio je pet od 21 zastupničkih mjesta; u Županiji Središnjoj Bosni osvojio je tri od 30 zastupničkih mjesta; u Skupštini Hercegovačko-neretvanske županije, HDZ 1990 dobio je sedam od 30 zastupničkih mjesta; potom u Županiji Zapadnohercegovačkoj osam od 23 zastupnička mjesta u Skupštini; te u Hercegbosanskoj županiji, gdje je dobio relativnu većinu, šest od 25 zastupničkih mjesta.

#### Uspostava vlasti
HDZ 1990 uspio je ući u vlast na državnoj razini. U novom sazivu Vijeća ministara BiH, Božo Ljubić imenovan je ministrom komunikacija i prometa. Vijeće ministara počelo je s djelovanjem 11. siječnja 2007. Ljubić je na mjestu ministra ostao do 23. lipnja 2009., kada je mjesto prepustio stranačkom kolegi Rudi Vidoviću, kojeg je Ljubić zamijenio kao izaslanik u Domu naroda PS BiH. Ljubićevo Ministarstvo bilo je jedno od najneučinkovitijih u Vijeću ministara. Ukupno je ostvareno svega 22% planiranog u 2007., a u 2008. godini svega 44% planiranog.
U Federaciji BiH HDZ 1990 također je ušao u vlast. Vlada Federacije BiH potvrđena je 30. ožujka 2007., a u koaliciji su bili SDA, HDZ BiH, SDU BiH, SBiH, HDZ 1990 i SNSD. HDZ 1990 dobio je dva ministarstva. Ministrom raseljenih osoba i izbjeglica imenovan je Perica Jelečević, a ministarom poljoprivrede, vodoprivrede i šumarstva Damir Ljubić.
HDZ 1990 uspio je izbaciti iz vlasti HDZ BiH iz tri od četiri većinske hrvatske županije, te je uspostavio koalicijsku vladu u Hercegbosanskoj, Hercegovačko-neretvanskoj i Zapadnohercegovačkoj županiji. U prve dvije županije imao je i predsjednike vlade, Nediljka Rimca i Srećka Borasa, dok je u potonjoj županiji predsjednik vlade bio Zvonko Jurišić iz HSP-a Đapić - dr. Jurišić.
U Hercegbosanskoj županiji u studenome 2006., HDZ 1990 je uspostavio vladu zajedno s HSP-om Đapić - dr. Jurišić, SDA i SNSD-om. Nediljko Rimac iz HDZ-a 1990 imenovan je predsjednikom Vlade Hercegbosanske županije, a Drago Stanić iz HSP-a Đapić - dr. Jurišić imenovan je predsjednikom Županije.
U siječnju 2007., predsjednikom vlade u Županiji Zapadnohercegovačkoj imenovan je Zvonko Jurišić, predsjednik HSP-a Đapić - dr. Jurišić. Sa sastavom nove vlade kasnilo se zbog bojkotiranja sjednica skupštine od strane zastupnika HDZ-a BiH. HDZ 1990 dobio je tri ministarstva, ministrom financija imenovan je Vjekoslav Bakula, ministrom unutarnjih poslova Ivica Gašpar, a ministrom pravosuđa i uprave Božo Zovko. Vladu su, pored ministara HDZ-a 1990 i HSP-a Đapić - dr. Jurišić činili i ministri iz Narodne stranke Radom za boljitak i Hrvatske demokratske unije.
Mjesto predsjednika vlade HDZ 1990 dobio je također i u Hercegovačko-neretvanskoj županiji. HDZ BiH kandidirao je za mandatara 12. lipnja 2007. Marina Raspudića, a HDZ 1990 Srećka Borasa, koji je uživao i podršku iz HSP-a Đapić - dr. Jurišić, kao i Stranka za BiH. Predsjednik županijske Skupštine Ramiz Jelovac za mandatara je imenovao Raspudića, no ovaj nije uspio sastaviti vladu, te mandatarom je Boras imenovan početkom srpnja. Nova vlada konačno je obrazovana 1. kolovoza 2007., a činili su je HDZ 1990, SDA, SBiH i HSP Đapić - dr. Jurišić i SNSD. HDZ 1990 dobio je, pored predsjednika vlade i dva ministarstva. Ministrom unutarnjih poslova imenovan je Zoran Krešić, a ministrom zdravstva, rada i socijalne skrbi Luka Faletar.

### Kreševska deklaracija
Upravo na Ljubićevu inicijativu, predstavnici vodećih hrvatskih političkih stranaka okupile su se u Kreševu gdje su 21. rujna 2007. potpisali Kreševsku deklaraciju. Potpisnici su bili Ljubić, Čović, Jurišić, Marko Tadić, predsjednik HSS-a, Jerko Ivanković Lijanović, dopredsjednik NSRzB-a i Ivan Musa, predjednik HKDU-a BiH. Njome su hrvatski lideri pozvali na napuštanje postojećeg dvoentitetskog ustroja BiH te njezino preustrojavanje kao decentralizirane države sa srednjom i lokalnom razinom vlasti.

### Pod vodstvom Raguža
Na Četvrtom saboru HDZ-a 1990 održanom 6. srpnja 2013. za predsjednika stranke izabran je Martin Raguž. Na izborima je dobio 395 glasova, a njegov protukandidat, Slaven Raguž, 136 glasova. Raguž je započeo udaljavanje HDZ-a 1990 od HDZ-a BiH nakon što je Nediljko Rimac, predsjednik Središnjeg odbora HDZ-a 1990 te predsjednik vlade Hercegobosanske županije smijenjen s potonjeg položaja glasovima HDZ-a BiH i Narodne stranke Radom za boljitak Mladena Ivankovića Lijanovića. Nakon procesa zbližavanja s HDZ-om BiH nakon općih izbora 2010., stranka se ponovno vratila na položaje iz 2006. kao oporba HDZ-u BiH. Zbog toga je Raguž dobio veliku pozornost i podršku u domaćim medijima te se profilirao kao jedina snažna opozicija HDZ-u BiH koja uživa podršku u dobrom dijelu hrvatskog stanovništva.
Na sjednici Hrvatskog narodnog sabora kada se na dnevnom redu našla točka o "Izjavljivanju spremnosti i raspoloženja za razgovore o zajedničkom nastupu stranaka HNS-a na izborima 2014." Raguž se udaljio od prethodnog predsjednika HDZ-a 1990 Bože Ljubića. Naime, Raguž se po ovome pitanju izjasnio suzdržanim, dok je Ljubić podržao zajednički nastup stranaka iz HNS-a na općim izborima 2014. U Zenici na sjednici HDZ-a 1990 održanoj 22. siječnja 2014. predloženo je da se Ljubić izbaci iz stranke, zajedno s drugima koji su bliski Hrvatskom narodnom saboru, glavnog tajnika Josipa Merdže, ministra Damira Ljubića te glasnogovornika stranke Vese Vegara. Također su raspušteni Općinski odbori u Širokom Brijegu i Posušju.
Raguž je 29. ožujka 2014. potpisao sporazum o ujedinjenju s Hrvatskim narodnim savezom BiH, nekadašnjih HSS-NHI-em, zajedno s predsjednikom te stranke, Dragom Džambasom. Nakon toga nastupio je proces postupnog ujedinjavanja. Ujedinjenje s Džambasovom strankom izazvalo je negodovanje unutar samog HDZ-a 1990. Nekadašnji HSS-NHI bio je dijelom Alijanse za promjene, federalne vlade bez prisustva legitimnih hrvatskih predstavnika te je podupirala centralizam u BiH. Prvi koji su napustili stranku zbog ujedinjenja s Džambasovom strankom bili su glavni tajnik Josip Merdžo i glasnogovornik Veso Vegar, koji su stranku napustili 26. travnja. Isti dan stranku je napustio i predsjednik mostarskog ogranka stranke, najvećeg ogranka u HDZ-u 1990, Slaven Raguž. Na sjedici Središnjeg odbora HDZ-a 1990, održanoj 27. travnja u Usori, konačno je prihvaćena odluka o ujedinjenju HDZ-a 1990 i nekadašnje HSS-NHI-a. Na sjednici je napravljena i reorganizacija vrha stranke, pa je Merdžu zamijenio Ilija Cvijanović, a Vegara Pero Nikić. Za međunarodnog tajnika izabran je Ante Janković. Također je oduzet i mandat Božu Ljubiću da predstavlja HDZ 1990 unutar Glavnog vijeća Hrvatskog narodnog sabora te je pokrenut stegovni postupak protiv ministra Damira Ljubića. Dan nakon sjednice, stranku je napustio član Predsjedništva stranke Slaven Bevanda zbog "kršenja Statuta" i "suprotnosti s demokratskim procedurama".
Božo Ljubić napustio je stranku 29. travnja 2014., razočaran odlukom da stranka nastupa na općim izborima izvan okvira Hrvatskog narodnog sabora, dodavši da je stranka u potpunosti napustila izvornu politiku HDZ-a 1990 u vrijem kada ga je on osnovao. Isti dan stranku je napustio i član Predsjedništva stranke Dražen Gagulić. Dan poslije, stranku je napustio i ministar Damir Ljubić. Međutim, tu nije bio kraj napuštanju stranke. Predsjednica kluba zastupnika u Zastupničkom domu FBiH Slavica Josipović također je napustila stranku 3. svibnja. Zbog neslaganja s novom politikom stranke, Perica Jelečević zastupnik u Saboru za dijasporu također je napustio HDZ 1990 5. svibnja. Tri dana poslije, stranku su napustili i zamjenik predsjednika Rudo Vidović, te član Predsjedništva stranke Roman Jurić. Zajedno s drugim nezadovoljnicima iz HDZ-a 1990 i drugim pristašama, bivši predsjednik mostarskog ogranka, Slaven Raguž, u Mostaru je 11. svibnja 2014. osnovao Hrvatsku republikansku stranku. Na Osnivačkoj skupštini izabran je za predsjednika, a za njegovog zamjenika izabran je Slaven Bevanda, ranije član Predsjedništva HDZ-a 1990.

### Opći izbori 2014.
Na općim izborima 2014., HDZ 1990 kao svog kandidata za hrvatskog člana Predsjedništva BiH kandidirao je Martina Raguža, koji je, međutim, završio drugi, s 94 695 glasova, odnosno 38,6%. Većinu Raguževih glasova činili su glasovi s područja s bošnjačkom većinom. Raguž je dobio značajnu podršku u Sarajevu, Tuzli, Zenici i drugim većinskim bošnjačkim gradovima, dok je njegova stranka na tim područjima dobila minornu podršku. Za hrvatskog člana Predsjedništva izabran je Dragan Čović.
HDZ 1990 zadržao je jednog zastupnika u Zastupničkom domu PS BiH, te za razliku od općih izbora od 2010., povećao broj zastupnika u Zastupničkom domu PFBiH s četiri na pet. HDZ 1990 uspio je povećati broj zastupnika u županijskim skupštinama, poimenično u Županiji Posavskoj s pet na sedam, dok je u drugim županijama zadržao isti broj zastupnika: u Županiji Središnjoj Bosni dva, u Hercegovačko-neretvanskoj županiji tri, te po četiri u Županiji Zapadnohercegovačkoj i Hercegbosanskoj županiji.
Dvojica županijskih zastupnika u Hercegbosanskoj županiji napustili su HDZ 1990 zbog neslaganja s "građansko-liberalnom politikom" koju provodi HDZ 1990 na čelu s Ragužem.
Županijski odbor HDZ-a 1990 Županije Zapadnohercegovačke je u prosincu 2015. zatražio Raguževu ostavku zbog "opće neaktivnosti i stranačkog nerada i sve lošije stranačke situacije na terenu". ŽO HDZ-a 1990 ŽZH-a je zatražio da održavanje stranačkog sabora umjesto u Sarajevu bude u Mostaru, da sabor bude izbornog, a ne izvještajnog karaktera, profiliranje stranke i isticanje hrvatske demokršćanske ideologije. Ovu inicijativu podržali su parlamentarni zastupnici u FBiH Zdravko Kuzman i Ljuban Herceg, te zastupnik u Skupštini Hercegovačko-neretvanske županije Luka Faletar. Raguž je 23. prosinca 2015. podnio ostavku, opravdavši se zdravstvenim problemima s kralježnicom.

## Ideologija
Ideološki, HDZ 1990 je konzervativna, demokršćanska stranka koja u gospodarstvu promiče socijalno tržišna načela. Glede uređenja Bosne i Hercegovine, HDZ 1990 se zalaže za BiH kao državnu zajednicu ravnopravna tri konstitutivna naroda, Hrvata, Srba i Bošnjaka i promiče ju kao složenu i decentraliziranu državu. U pogledu na euroatlanske integracije, odnosno ulazak BiH u Europsku uniju i NATO, HDZ 1990, uzela je pozitivan stav. U svojoj programskoj deklaraciji iz srpnja 2013. HDZ 1990 se zalaže za suradnju s HDZ-om iz Republike Hrvatske. HDZ 1990 podržava donošenje novog ustava za čitavu Bosnu i Hercegovinu i to tako što bi se BiH federalizirala po etničkom principu, s tim da broj federalnih jedinica ne bi smio biti manji od tri.
Martin Raguž je zajedno s čelnicima HDZ-a BiH, SDS-a i SDA, potpisao je Deklaraciju o europskim vrijednostima u Sarajevu 4. travnja 2014. Deklaraciju su potpisale narodne stranke koje teže članstvu u Europskoj pučkoj stranci i koje dijele europske vrijednosti: identitet i različitost, socijalno-tržišno gospodarstvo, pravnu državu i vladavinu prava te suradnju i međusobno poštovanje kao osnovu djelovanja stranaka.

## Ustrojstvo

### Mjesno ustrojstvo
Ustrojstvo HDZ-a 1990 uređeno je Statutom. Prema Statutu, HDZ 1990 ustrojen je prema područnom načelu. Stranku čine područni, općinski i gradski, županijski i regionalni odbori te organizacija HDZ-a 1990 u Brčko distriktu.
Temeljnu organizaciju čini područni odbor, no u iznimnim slučajevima i općinski odbor gdje je broj članova HDZ-a 1990 manji od sto. Ako ne postoje uvjeti za osnivanje područnog odbora u okviru općinske/gradske organizacije HDZ-a 1990, Statutom je omogućeno iznimno osnivanje jedinstvene općinske/gradske organizacije kao temeljne organizacije stranke.
Područni odbor osniva se za područje više mjesnih zajednica, gradskih četvrti i/ili naseljenih mjesta koje čine funkcionalnu cjelinu. Odluku o ustrojavanju područnog odbora donosi općinski/gradski odbor stranke kada broj članova općinske/gradske organizacije prijeđe više od sto članova.

#### Područni odbor
Područni odbor djeluje u sklopu općinske/gradske organizacije u kojoj je osnovan. Čine ga Skupština članstva kao najviše tijelo i Izvršni odbor.
Izvršni odbor ima između sedam i jedanaest članova koji se sastaju najmanje jedanput mjesečno, a saziva ga predsjednik Izvršnog odbora. Članove Izvršnog odbora bira i razrješava Skupština članova, a predsjednika, potpredsjednike, tajnika i rizničara bira Izvršni odbor na konstituirajućoj sjednici. Predsjednik Izvršnog odbora je ujedno predsjednik područnog odbora.
Skupštinu članova područnog odbora saziva Izvršni odbor, a Skupština se obvezno saziva i na zahtjev najmanje 25% članova stranke iz područnog odbora.
Prema Statutu, područni odbor nadležan je za raspravljanje političkih pitanja i odlučivanje o svim problemima u okviru svojeg djelokruga; provođenje stranačke politike na području područnog odbora; razmatranje zamolbi za prijem i upis novih članova stranke; sudjelovanje u predlaganju kandidata na izborima za tijela mjesne i lokalne samouprave; analiziranje postignutih rezultata nakon obavljenih izbora; te iniciranje i organiziranje djelatnosti na poboljšanju uvjeta života u području djelovanja područnog odbora.

## Politička načela
Ideološki, HDZ 1990 je konzervativna, demokršćanska stranka koja u gospodarstvu promiče socijalno tržišna načela. Glede uređenja Bosne i Hercegovine, HDZ 1990 se zalaže za BiH kao državnu zajednicu ravnopravna tri konstitutivna naroda, Hrvata, Srba i Bošnjaka i promiče ju kao složenu i decentraliziranu državu. U pogledu na euroatlanske integracije, odnosno ulazak BiH u Europsku uniju i NATO, HDZ 1990, uzela je pozitivan stav. U svojoj programskoj deklaraciji iz srpnja 2013. HDZ 1990 se zalaže za suradnju s HDZ-om iz Republike Hrvatske. HDZ 1990 podržava donošenje novog ustava za čitavu Bosnu i Hercegovinu i to tako što bi se BiH federalizirala po etničkom principu, s tim da broj federalnih jedinica ne bi smio biti manji od tri.
Martin Raguž je zajedno s čelnicima HDZ-a BiH, SDS-a i SDA, potpisao je Deklaraciju o europskim vrijednostima u Sarajevu 4. travnja 2014. Deklaraciju su potpisale narodne stranke koje teže članstvu u Europskoj pučkoj stranci i koje dijele europske vrijednosti: identitet i različitost, socijalno-tržišno gospodarstvo, pravnu državu i vladavinu prava te suradnju i međusobno poštovanje kao osnovu djelovanja stranaka.

## Uspjesi na izborima

### Hrvatski član Predsjedništva BiH
| izbori | kandidat     | broj glasova | %      | ishod          |
| ------ | ------------ | ------------ | ------ | -------------- |
| 2006.  | Božo Ljubić  | 53 325       | 18,18% | trećeplasirani |
| 2010.  | Martin Raguž | 60 266       | 10,84% | trećeplasirani |
| 2014.  | Martin Raguž | 94 695       | 38,61% | drugoplasirani |

### Zastupnički dom Parlamentarne skupštine BiH
| Izborna jedinica 1 FBiH | 0 / 3  | 0 / 3  | 0 / 3  |
| Izborna jedinica 2 FBiH | 1 / 3  | 1 / 3  | 1 / 3  |
| Izborna jedinica 3 FBiH | 0 / 4  | 0 / 4  | 0 / 4  |
| Izborna jedinica 4 FBiH | 0 / 6  | 0 / 6  | 0 / 6  |
| Izborna jedinica 5 FBiH | 0 / 5  | 0 / 5  | 0 / 5  |
| Izborna jedinica 1 RS   | 0 / 3  | 0 / 3  | 0 / 3  |
| Izborna jedinica 2 RS   | 0 / 3  | 0 / 3  | 0 / 3  |
| Izborna jedinica 3 RS   | 0 / 3  | 0 / 3  | 0 / 3  |
| kompenzacijski FBiH     | 0 / 7  | 0 / 7  | 0 / 7  |
| kompenzacijski RS       | 0 / 5  | 0 / 5  | 0 / 5  |
| ukupno                  | 1 / 42 | 1 / 42 | 1 / 42 |

### Zastupnički dom Parlamenta Federacije BiH
| Izborna jedinica 1  | 0 / 9  | 0 / 9  | 0 / 9  |
| Izborna jedinica 2  | 0 / 5  | 0 / 5  | 0 / 5  |
| Izborna jedinica 3  | 0 / 7  | 0 / 7  | 0 / 7  |
| Izborna jedinica 4  | 0 / 4  | 0 / 4  | 0 / 4  |
| Izborna jedinica 5  | 0 / 8  | 0 / 8  | 0 / 8  |
| Izborna jedinica 6  | 0 / 4  | 0 / 4  | 0 / 4  |
| Izborna jedinica 7  | 0 / 6  | 0 / 6  | 0 / 6  |
| Izborna jedinica 8  | 1 / 9  | 1 / 9  | 1 / 9  |
| Izborna jedinica 9  | 2 / 8  | 1 / 8  | 1 / 8  |
| Izborna jedinica 10 | 1 / 3  | 0 / 3  | 1 / 3  |
| Izborna jedinica 11 | 0 / 7  | 0 / 7  | 0 / 7  |
| Izborna jedinica 12 | 1 / 3  | 1 / 3  | 1 / 3  |
| kompenzacijski      | 0 / 20 | 0 / 20 | 0 / 20 |
| ukupno              | 5 / 98 | 4 / 98 | 5 / 98 |

### Županijske skupštine u FBiH
| Unsko-sanska             | 0 / 30   | 0 / 30   | 0 / 30   |
| Posavska                 | 5 / 21   | 5 / 21   | 7 / 21   |
| Tuzlanska                | 0 / 35   | 0 / 35   | 0 / 35   |
| Zeničko-dobojska         | 0 / 35   | 0 / 35   | 0 / 35   |
| Bosansko-podrinjska      | 0 / 25   | 0 / 25   | 0 / 25   |
| Srednjobosanska          | 3 / 30   | 2 / 30   | 2 / 30   |
| Hercegovačko-neretvanska | 7 / 30   | 3 / 30   | 3 / 30   |
| Zapadnohercegovačka      | 8 / 23   | 4 / 23   | 4 / 23   |
| Sarajevska               | 0 / 35   | 0 / 35   | 0 / 35   |
| Hercegbosanska           | 6 / 25   | 4 / 25   | 4 / 25   |
| ukupno                   | 29 / 289 | 18 / 289 | 20 / 289 |